# فرانکلین (مینه‌سوتا)
فرنکلین، مینه‌سوتا (به انگلیسی: Franklin, Minnesota) یک شهر در ایالات متحده آمریکا است که در شهرستان رنویل واقع شده‌است.

## خصوصیات
فرنکلین ۲٫۸۰ کیلومترمربع مساحت و ۵۱۰ نفر جمعیت دارد و ۳۰۸ متر بالاتر از سطح دریا واقع شده‌است.